# Polyphylla starkae
Polyphylla starkae är en skalbaggsart som beskrevs av Paul E.Skelley 2009. Polyphylla starkae ingår i släktet Polyphylla och familjen Melolonthidae. Inga underarter finns listade i Catalogue of Life.